# Jan XIII. (olomoucký biskup)
Jan XII. (XIII.), zvaný Ház byl olomoucký biskup.

## Životopis
Narodil se v brněnské měšťanské rodině. Svá studia zakončil získáním titulu doktora dekretů. Roku 1444 se stal proboštem olomoucké kapituly. Roku 1450 byl zvolen biskupem a potvrzen i Sv. Stolcem. Biskupské svěcení přijal ve Vídni 8. července 1450. Na svém biskupském hradě Mírov hostil známého františkánského kazatele Jana z Míšně a 28. října 1453 korunoval v katedrále sv. Víta v Praze na českého krále Ladislava Pohrobka. Brzy nato, dne 19. května 1454 (jiní historikové uvádějí datum 30. dubna 1454) nečekaně zemřel.